# 敵は海賊
『敵は海賊』（てきはかいぞく）は、『S-Fマガジン』1981年4月号に掲載された神林長平のSF小説。また、その続編を含めて構成されるシリーズ作品。

## 概要
ハードな作風の著者においては異色ともいえる本シリーズだが、基本的考察はそのままに緻密な世界観とユーモア溢れる作風、独特の文体で描かれている。火浦功にはメタバタ（メタフィジカル・ドタバタ）と評された。『猫たちの饗宴』は「敵は海賊〜猫たちの饗宴〜」として1989年にアニメ化されている。
2013年現在、ハヤカワ文庫における単行本として長編8作品、短編集1作品が刊行されており、初期短編集『狐と踊れ』にはシリーズの元になった短編「敵は海賊」が収録されている（後に『敵は海賊・短篇版』に再録）。
また、『S-Fマガジン』誌上に著者自身の手による『戦闘妖精・雪風』とのコラボレーション作「被書空間」、および外伝的な短編「わが名はジュティ、文句あるか」が掲載された（どちらも後に『敵は海賊・短篇版』に収録）。
シリーズ作品の多くは、「敵は海賊」世界における現実の海賊課（対海賊課）や海賊匋冥を題材にしてその世界の住人ないしは著述AIが執筆・出版したもの（複数の作者による競作）、という体裁で書かれており、その設定は各巻頭のコピーライト表記等に見ることができる。そのため各話は独立した、相互にパラレルワールドの関係であり、緩い意味での続編になっている。
その性質上、ある巻で提示された設定や起こった事象が続刊においても同様であるとは限らない。

## 世界観
宇宙への入植が進んだ未来。火星や土星の衛星タイタンにも人が住み、他星系の人間・生物とも共存している。人類の活動範囲の拡大に従い凶悪な星間犯罪も増加しており、それら犯罪者は「海賊」と呼ばれていた。それに対抗するための治安組織として存在するのが広域宇宙警察・対宇宙海賊課、通称「海賊課」である。海賊課は一部署でありながら強制捜査権を有する超法規的機関である。各刑事は「インターセプター」と呼ばれる装置を身につけ、あらゆる組織のコンピューターへの介入が許可されており、海賊の即時射殺も認められている。しかしながら「海賊を殲滅するためならなんでもあり」的な行動から一般に被害を及ぼすことも少なくなく、時に"政府公認の海賊"などと呼ばれ海賊と同一視されるなど市民や軍からは嫌われている。
物語は太陽圏の海賊課に所属するラテルチームと、伝説の海賊王・匋冥（ヨウメイ）を中心に展開する。

## 主要登場人物

### 海賊課
ラウル・ラテル・サトル
海賊課一級刑事。ラテルチームの長。大型の大出力レイガン（熱線銃）を片手で操り、射撃の腕は海賊課随一。匋冥と撃ち合って生きて還った唯一の男。家族を海賊に殺されており、そのため海賊の殲滅に執念を燃やす。過去にモーナという名の恋人がいて、本気で愛していたのだが、海賊であることが判明したために殺している。以降の女性関係は、交際しては振られることを繰り返しており、その振られ癖は課内では有名。それでも挫けず女性は積極的に口説いていくスタイル。ほとんど無趣味で、空き時間に自室でやることと言えばレイガンの分解掃除程度。海賊退治が仕事であり趣味であり生活そのもの、という生き方をしている。「敵は海賊。一匹残らず撃ち殺してやる」を標榜しているが、一方で『正義の眼』では「殺してしまったらそれは失敗」と語る一面も。
その来歴について『海賊課の一日』によれば、宇宙を放浪しながら交易をする宇宙キャラバンのひとつラウル・キャラバンで育つが、5歳の頃そのキャラバンが海賊に襲われ一人生き延びている。祖父の先祖が伝説的な冒険家ラテル・コンパレンであったことから、その名にあやかりラウル・ラテルと名づけられ、キャラバン全滅の際自分を庇って死んだ兄サトルの名前をもらい今の名となった。キャラバン亡き後は、祖父の生家でもある地球の名門コンパレン家に引き取られており、一時はコンパレン姓を名乗っていたが、現在は縁を切っている。
なおラテルチームは海賊課で最も優秀であり、かつ最も損害請求の多いチームである。
アプロ
海賊課一級刑事。ラテルチーム所属の黒猫型異星人。大きな黒猫もしくは小型の黒豹と評される外見で、瞳の色はエメラルドグリーン。口は耳まで裂ける。海賊課内でも最強の殺傷能力を持つ金の首輪型インターセプターをつけており、"感情凍結"の能力を持つ。また、臭いで海賊かどうかを嗅ぎ分ける特技を持っている。
変わり者揃いのラテルチームの中でも、輪をかけて常識外れのトラブルメイカー。倫理観に欠ける言動と嗜虐的な性質で、関わる者をたびたびヒステリックにさせる。その被害者はもっぱらラテルとラジェンドラであり、2人からは基本的に嫌われているが意に介さない。大食漢で口に入るものならなんでも食べてしまうが、一番の好物は海賊。普段の食欲は殺戮欲求の代替とも。肉より魂や意識を食べるといわれる。そうしたもの除けば、酒とケーキやチョコレートが好物。よく得体のしれないお菓子を食べており、その中には人間が食べてはいけないような危険なものもあるが、お構いなしに人間に勧めてくる。アプロの種族には性が6種類あり、アプロの性別は、中間性の1つだという。故郷の星に帰ったら王様になって王妃に食われなくてはいけないらしい。
感情凍結
精神凍結ともいわれる、人間のその時点の心情を固定する能力。この固定能力は極めて強力で、怒りで凍結されれば怒り続けてストレスで死に、死にたい気分の時に凍結されれば確実に自殺させられる、という代物。ラテルは長い付き合いの中で感情凍結に対する多少の耐性を得ており、固定された感情を有効に作用させることができる。ラジェンドラには効かない。効果時間についての記述はなく、基本的にはアプロが"解凍"するまで続く。
ラジェンドラ
海賊課所属の対コンピューターフリゲート艦。またはそれに搭載されているA級知性体。ラテルチーム所属。ラテル、アプロの部下。超高度知性体のため感情を持っており、男性の声で話す。自らの素晴らしさを自慢するのが生きがい。アプロとは仲が悪く、何かと口喧嘩が絶えず、時にヒステリックな行動にでることも。通常兵装の他、"CDS"と呼ばれる発射した範囲に存在するすべての光電子回路を搭載したコンピュータを破壊する兵器を備えている。ラジェンドラの誇る強力な電子兵器であるが、精密照準に時間がかかるのが欠点。照準なしで放射すると当然味方や一般の機器にも被害が及ぶ。
全長約300m（『海賊の敵』では400m超）、外見は鏃（やじり）型、船体色は黒。
チーフ・バスター（本名 ケンドレッド・バスター・メイム）
海賊課チーフ。有能だが、ラテルチームの出す巨大な損害に気苦労が絶えず、強力な胃薬を常用している。デジタルデータは信用せず、報告書は電動でさえない機械式のタイプライターで打ち出された紙媒体で提出させる。彼の海賊課の運営方針は「親しまれる海賊課」「親睦第一主義」。ともすれば弱腰な姿勢にも聞こえるが、あくまで海賊退治を円滑に行うための戦略のひとつであり、その熱意はラテルにも劣らない。『不敵な休暇』によれば彼のインターセプターは機械時計に組み込まれている。これは傍目には旧式の時計にしか見えないもので、刑事たちが用いるような強力な自動攻撃機能はない。基地内での草花や野菜の栽培が趣味。
チーフになるより以前に、ラジェンドラ製造を指揮しその教育を担った人物で、ラジェンドラにとっては生みの親であると同時に育ての親であり一番の理解者であるとして高く評価されている。またラテルを一級刑事に叩き上げたのもチーフになる前の当時ベテラン刑事だったバスターであり、ラテルチームの言動に頭を痛める一方で、ラテルに対し父親のような視点でその私生活を心配する一面もある。2度離婚しており、最初の妻ドルカスとの間に2人の息子と、2人目の妻ミルドレッドとの間に娘アリシアがいるが、いずれとも別居している（子供たちは皆ドルカスが彼女の宇宙キャラバンで育てた）。現在は海賊課の医務室勤務の女医サンディと恋仲。
『猫たちの饗宴』のみ、名前がケンドル・バスター・メイムになっている。
マーシャ・M・マクレガー
海賊課二級刑事。元々は第三広報室に所属していた、ネコ耳のようなヘアスタイルの女性で、マシュマロのようなふっくらした顔つきをしている。主に単独で行動しているようだが、ラテルチームと行動を共にすることもある。攻撃性の高い性格で、アプロの本性に気付かず猫かわいがりする一方、そのアプロを嫌うラテルへの当たりは強い。非常に長い本名を持つ。
セレスタン・エアカーン
海賊課一級刑事。薄く青みがかった灰色の瞳で金髪、長身で体格も良く威圧的な風貌の持ち主。性格は、見かけとは裏腹に（海賊課刑事としては）おっとりしている方で、冗談と無駄口・愚痴が得意。火薬発射式で反動のある拳銃を愛用し、その射撃の腕はラテルが素直に感心する程。エクサスという名の相棒（ある程度の人工知能と駆動システムを持った装甲服。姿勢制御プログラムはラジェンドラが作った）を持っている。特殊なカラーリングセンスを持っており、エクサスについてはベイビーピンクに塗装しろと注文を付けた。海賊課刑事の中でも一、二を争うお調子者で、アプロが海賊課に来るまでは一番食い物に意地汚いやつと言われていた。
地球の寒冷地方の生まれで火星育ち。アプロがラテルチームに参加する以前にラテル・ラジェンドラと共にチームを組んでいた時期があるが、ラジェンドラとうまくやることができずにチームから独立しており、今でもラジェンドラのことを快く思っていない。
アセルテジオ・モンターク（スフィンクス）
海賊課一級刑事（特殊捜査官）、スフィンクスは時限コードネーム。「顔のない男」と呼ばれ、自分の顔を他者が認識することを妨害する能力を持つ。そのため、アセルテジオから一度目を離すと、顔を思い出せなくなる。また、他者が頭の中で作る架空世界に、人々の意識を入れ現実として認識させることが出来る。地球で通信兵としての任務についていたが、海賊に情報を操作され部隊は敗北、裏切り者として軍法会議にかけられる。その後情報を操作した海賊が匋冥の組織であると知り、復讐のために海賊課刑事となる。
ムーグ・クルクス
海賊課秘書室室長。有能なバスターの補佐役。初老に見えるが実年齢はバスターより若い。
サンディ・ラディウム
海賊課専用医務室に勤務する女医。通称ドク・サンディ。海賊的な治療をする。治療は荒っぽいが腕は確か。バスターと恋仲。

### 海賊
匋冥（ヨウメイ）（匋冥・シャローム・ツザッキィ）
太陽圏の海賊の頂点に立つ男。澄んだ青い瞳（『海賊版』では黒い瞳）の極めて整った顔立ちで、年齢不詳だが、不惑は越えていない・壮年という印象を与えている。伝説化されており、海賊たちでさえ実在を知っている者はほとんどいない。その存在を知られずとも表の世界と裏の世界を思い通りに操れる、太陽圏の影の支配者と言えるほどの絶大な力を持つ。その彼が唯一思い通りにならないのが海賊課である。無用な争いを好まず普段はカーリー・ドゥルガーで宇宙を放浪しているが、邪魔をするものや自らを縛ろうとするものは容赦なく抹殺する冷徹な男。自分以上の支配者を許さないという性質から新たな脅威に敏感で、結果として太陽圏を守る形になることもしばしば。フリーザーと呼ばれる冷凍粉砕銃を愛用し、政財界の重鎮ヨーム・ツザキという表の顔も持つ。自らの良心を切り離した存在である白猫クラーラがいる。サベイジにあるバー"軍神"を懇意にしており、瞳と同じ色の火星産ブルーウィスキーを飲みながら、カルマに自身の活躍を虚実交えて語り聞かせるのを楽しみにしている。
『海賊版』の冒頭で著述AIによってDEHUMANIZE（非人間化）されており、続刊においてもその能力は人間の枠に収まらない。
ラック・ジュビリー（シュリス・シュフィール）
青白い肌を持つランサス星系人。ゴリラを人間の顔に成形しようとして失敗したような（匋冥曰く、ゴリラがくしゃみしたような）顔の大男。かつてランサス・フィラール女王の近衛兵シャドルーの隊長だったが謀略によって追われ、太陽圏で海賊になった。現在は匋冥と行動を共にしており、危ういながらも友人関係に近いものを築いている。ランサス圏では「裏切りシュフィール」として有名。「ラック・ジュビリー」は匋冥が与えた名で、意味は"いま生きていられる運命を、歓喜と、そして特赦を受けたものとして、決して忘れるな"。実家は王室御用達のシュル酒（フィラール産のシュルの実から作るワインに似た酒）の醸造元の家系で、自らもカーリーの一角を使ってシュル酒作りをするのを趣味にしている。
カーリー・ドゥルガー
匋冥の乗る海賊船。またはそれに搭載されているA級知性体。もともとは太陽系連合宇宙海軍が最強の艦として建造した攻撃型宇宙空母だが、建造自体が匋冥の計画であった。完成後"予定通り"匋冥のものとなる（記録上は処女航海で自沈したことになっている）。その強大なパワーは主砲の一斉射で太陽すらも破壊できると言われ、連続Ωドライブなどその能力は他の艦船の追随を許さない。外装は可視光線、電波、赤外線その他の電磁波の反射、放射を完全になくすことが出来るため、目視はおろかレーダーにも感知できない。その巨体ゆえ機動性に欠けるのが数少ない欠点で、それを補うためにガルーダというラジェンドラとほぼ同級の戦闘艦を内蔵していたが『海賊版』でラジェンドラのCDS攻撃により撃沈されている。その他にナーガという航空機を運用している。その姿を見て生きて還ったものはほとんどいないため、匋冥同様伝説化されている。知性体はラジェンドラと同様に感情を持っており、女性の声で話す。名前の由来はインド神話における破壊と殺戮の女神、カーリーとドゥルガーから。全長約1.6km、船体色は黒。
カルマ
火星の砂漠にある法の手の届かない無法の町サベイジにおいて、バー"軍神"を経営する老人。昔はそれなりの海賊だったらしいが、アプロによって利き腕であった左腕を失い引退した（『海賊版』によれば3年前の出来事）。現在はMEの腕になっている。店に来る荒くれ者や匋冥の土産話を楽しみにしている。フルネームは不明だが、馴染みの者はオールド・カルマと呼ぶ他、『海賊版』には彼の名前がO・J・カルマとクレジットされている。
ベスタ・シカゴ
匋冥配下の海賊シヴァ・グループの長（『A級の敵』では番頭役で、ボスはジュビリーとなっている）。表の世界では、合法企業マクミラン商社に所属する宇宙商隊マクミラン・キャラバンの隊長も務めている。
ラクエシュ・ホッチ
口が上手くケチな「人を殺さない海賊」。小物ではあるが、ある程度有名ではある模様。海賊課刑事セレスタンに情報屋として使われている。

### その他
シャルファフィン・シャルファフィア
ランサス・フィラールの王女付首席女官（『海賊版』）、後に女王付首席女官になっている（『海賊の敵』）。ランサス星系人特有の青みを帯びた白い肌で、黒にも見える深緑の豊かな髪とエメラルドの瞳を持つ美しい女性。女王が最も信頼する人物と言われており、女王から賜ったランサス・フィラール王家の紋章を象ったプラチナの髪飾りを身に着けている。匋冥が本気で愛した（おそらく唯一の）女性と言われている。彼女もまた匋冥に対し恋慕の情を抱いているが、重責ある立場からそれを良しとせず毅然とした態度を貫いている。
アクセル・B・ペトロア
火星情報軍・情報戦術戦闘部隊の軍曹。海賊課、特にアプロを目の敵にしているが、海賊課に関わった際には大抵奇妙な事態に巻き込まれている。泣く子をその笑顔で気絶させるほどの風貌の持ち主。
チェンラ
火星の無法都市サベイジの中心部にあるマウザー街の故買屋。主に銃器を取り扱っている。小男で鼠のような顔をしている黒人。海賊では無いが、独自の武装組織を持っているサベイジの実力者。匋冥のことを「ツサキの旦那」と呼び、彼が匋冥でありヨーム・ツザキであることを知りながらも表立っては口に出さない。

## 主要な設定・地名
インターセプター
その名のとおりあらゆるコンピュータへの"割り込み制御"が可能になる海賊課の専用装備。外観は一般的に腕輪型（アプロのものは首輪型）で、コンピュータへの割り込み能力の他にも自動攻撃や環境探査・装着者の身体モニタなど多様な機能を併せ持つ。海賊課刑事の証でもある。あらゆる組織やシステムがコンピュータで成り立っている時代であり、それらに対して優先権を持つことは任務遂行に強力な武器となる。そのような強制力が実現している理由について、短編「敵は海賊」において「インターセプターの割り込み処理を最優先に行わせそれを管理するモニタ（インターセプター・モニタ）を全てのコンピュータに内蔵するよう宇宙データ通信法で定められており、それを内蔵していないコンピュータはあらゆるデータリンクに接続できないため」と説明されている。ただし海賊版（劇中では海賊製のものを指す）のコンピュータには割り込み制御機能を無効にするものも存在する。
高速言語
海賊課の刑事が、高速で（あるいは周囲に分からないように）コミュニケーションをとるために使用する言語。一般には舌打ちや鳥のさえずりのようにしか聞こえない。標準的な高速言語もあるが、チームを組んでいる者同士の高速言語は一種の方言と化し、他の海賊課刑事にも理解できないことが多い。なお、匋冥も海賊課のものとは異なる高速言語をカーリー・ドゥルガーとのコミュニケーションで使用することがある。
Ωドライブ（オメガドライブ）
惑星、星系間の移動に使われる超光速航法。まず自船の存在確率を低下・拡散させ、現宇宙の全ての空間で等確率の状態にする（爆散：その瞬間船は全宇宙に同時に存在していることになる）。その後目的空間における存在確率を上昇させ実体を送り込む（爆縮：この際大量のエネルギーを消費する）ことによって通常空間に復帰する。量子論的に捉えれば、"観測"不能の広範囲状態に移行したのち目的地点での"観測"により存在を収縮する、あるいは"あらゆる地点に存在する現在"から"目的地点に存在する未来"を瞬時かつ能動的に選択する、とも言える（参考:シュレーディンガーの猫）。また、Ωドライブは強力な時間整合能力をもっており、爆散時と爆縮時の時間差はほぼないといわれる。高出力エンジンが必須だが、自己の存在確率を変化させる具体的な方法論は不明。
また空間に復帰する際、その空間に何らかの物質があった場合は復帰した側が既存の側の物質を「押しのける」という特徴があるため、これを利用して敵戦艦と同じ座標にドライブをし、相手艦の一部を弾き飛ばして破壊するという戦法（Ωアタック）が存在し、ラジェンドラが得意としている。双方が連続ドライブ可能な艦であった場合、空間座標とタイミングの読みあいになって互いにドライブを繰り返すことになる。
オメガドライブを利用したミサイル兵装等も存在する。
太陽圏標準年
地球年がベースになっており、太陽圏人の年齢は基本的にこの標準年で計算される。作中では他に火星年が登場するが具体的な換算方法は不明。また惑星フィラールにはフィラール年があり、フィラール年で16歳のランサス星系人は火星年では10歳相当とのこと（参考までに、現実の火星の一年は地球の一年の約2倍である）。
ダイモス基地
広域宇宙警察・対宇宙海賊課太陽圏本部。火星のまわりを周回する直径13km、ほぼ球形の人工衛星基地。火星の衛星ダイモスを改造して作られた宇宙要塞で、その内部はほとんど人工の建造物に置き換えられている。回転して重力を生んでいるため、外殻方向が下。基地の中には、刑事やそれ以外の職員たちの居住区や自然公園区もある。公園区には昼夜や四季が設定されており、それに伴う気温変動がある。「教会堂」とよばれる心理安定室が外縁部にあり、電磁シールドされたプライベート空間になっていてインターセプターを含むあらゆる通信が不能。また、その中央には直径15mの井戸のような窓が備えられており、＜星に願いを＞池という名がついている。
ダイモス基地の時計は太陽圏標準時間に準拠しており、火星時間や基地自体の昼夜とは関係しない。とはいえ、仕事は24時間体制で夜時間だからといって基地が眠ることはない。
火星
改造惑星。地中に亜重力発生装機がネットワークを組んで火星を覆っている。大気は入れ替えられ、宇宙服無しで呼吸ができる環境になっている。都市部の外には赤い荒野と砂漠が広がる。
ラカート
殖民された火星の首都。太陽圏で最も活気がある場所で、異星系人も多い。
サベイジ
火星の砂漠にある無政府都市。地図にも載らず、太陽圏でもっとも危険な場所とも言われ、警察でも安易に手を出すことができない。太陽圏で使用される電子通貨は信用されておらず通用しない。その代わりとして「リアル」と呼ばれる現物通貨のみが扱われている。バー軍神がある。また、ここにあるバルクホテルは匋冥の傘下にあり、唯一「リアル」以外を使うこともできる。
テンデイズビル
ラカート州にある市。周囲を赤い砂漠に囲まれる田舎で一年の3分の1は砂かきに追われる降砂地帯。火星情報軍テンデイズビル基地がある。降砂期になると建物の1階が埋まるほどで、そのため建物は高床式で屋根は急傾斜に出来ている。道路が広く作られているのは、砂を降ろすスペースを確保するため。地理的に、メンソルバレーと呼ばれる谷間で、砂の吹き溜まりになっている。砂は肥えていて、降砂が終わり風が吹かなくなる春には大農地となる。秋になり3度目の収穫を終える頃には風が出てきて、初冬には砂が吹き払われ岩のある硬い大地が現れる。冬になるとメンソル山系の砂スキーを目当てに観光客がやってくる。平和な町。『猫たちの饗宴』では最終的に猫人の町になった。
アモルマトレイ
"我が愛しき人"という意味を持つ、火星・ラカート州にある都市。またの名を火星開発記念市。火星が改造される前の遺物的な造りを残す観光都市で、火星が新火星大気になった後もその透明なピラミッド型の密閉外殻を取り払うことなく、エアロックも機能していて新火星大気を受け入れない。また中枢コンピュータによる中央集権的管理を行う、全体主義的な旧都市体制を取り続けている。
短編「敵は海賊」の舞台であり、リジー・レジナの故郷。
タイタン
土星の衛星。工業と観光が主要産業。メタンの大気で宇宙服無しでは出歩けない。外気とドーム内空気の気圧差はほとんどないため、エアロック扉はさほど頑丈なものではなく、出入口トンネルを取り抜けできるゼリー状物質で満たすエアロック機構（通称ゼリーロック）も使用されている。瘴気の海があり資源採取が行われている。暗くて寒くて不便な土地で、しかしその過酷な環境を味わおうという観光客は多い。
メカルーク
タイタン中央政府の首都。土星の衛星タイタン上に人類が最初に建設したドーム都市。歴史は古く、今ではもっと大きなドームを持つ街の方が多い。首都らしく人口は一番多く、しかもドームは他より狭いために人口密度が高く、古さも相まって街は薄汚れている。『猫たちの饗宴』では大小のドームが並び、ドーム同士が地下高速チューブ路で繋がっている様子が見て取れる。
ユーロパ/エウロパ
ユーロパは『海賊版』に登場する地名。木星の衛星で水を生産している。水資源の利権を争っていざこざが絶えない。マクミラン社があるが、匋冥の不機嫌に触れて潰れされている。エウロパは『A級の敵』に登場する地名。木星の衛星で全体が一大貨物集積所のような場所。歴史は古く、太陽圏内外へ配送される荷物の中継基地になっている。
一般的にはどちらも同じ木星の第2衛星を指す名前であるが、本作品における両者の関係は不明。
ランサス星系
鉱工業が盛んな惑星ランサス、農業が盛んでシュル酒を特産とする惑星フィラールなどが存在する星系。フィラール王家が星系全体を支配している。歴史的には、ラテル・コンパレンという太陽系人が太陽系-ランサス星系間の航路を拓いたとされている。
フィラール
ランサス星系に存在する地球によく似た惑星で、海があり四季がある。全土をフィラール王国が支配している。首都はフィランドス。母系社会で家長は女性が務める。フィラール王家も代々女系で男性が王になったことは一度もない。現女王サフィアンは113代目（ランサス星系全体を支配するようになってからは14代目）にあたる。これはかつてフィラール人男性の出生率が女性の倍多く寿命は半分で、生きた武器・消耗品として扱われた歴史に由来する。現在ではそのような差はほとんど無くなっているのだが、母系制度はそのまま残っており、その歴史は3千フィラール年に及ぶ。反女王派と呼ばれる、母系制に反発する王族男性を中心としたクーデターの動きがあり、近年ではシャドルー（女王近衛兵）戦士長官が王女暗殺を目論むなど、女王を悩ませている。また、宗教国家としての側面を持ち、フィラール人は皆基本的に守護神シュラークとその力の存在を深く信じている。
ランサス星系人
元を辿れば太陽系人と根が同じで、外見は太陽系人類に近いが、血が青い（血中の銅イオンに由来する）ため肌の色は薄いターコイズブルーをしている。またシャドルー戦士達の体型を見たアプロは「太陽系人より脚が長くてスマート」と評した。感情をほとんど顔に表さず、代わりに名前や言葉を細かく変化させて感情表現を行う文化を持ち、その繊細な言語は木の葉が風にさやぐような音と表現される。
また、ノワール・ロブチが自らを「太陽圏人とフィラール人とのハイブリッド」と称しており、二種間の交雑が可能なことを窺わせる。

## 書籍情報
長編
- 敵は海賊・海賊版 (ISBN 4150301786) 1983年9月 第15回星雲賞長編部門受賞
  - 敵は海賊・海賊版―DEHUMANIZE (ISBN 978-4150310080)  2010年8月 新装版

- 敵は海賊・猫たちの饗宴 (ISBN 415030257X) 1988年1月
- 敵は海賊・海賊たちの憂鬱 (ISBN 4150303525) 1991年5月
- 敵は海賊・不敵な休暇 (ISBN 4150303940) 1993年9月
- 敵は海賊・海賊課の一日 (ISBN 4150305080) 1995年5月
- 敵は海賊・A級の敵 (ISBN 4150305838) 1997年7月 第29回星雲賞長編部門受賞
- 敵は海賊・正義の眼 (ISBN 4150308934) 2007年6月
- 敵は海賊・海賊の敵 (ISBN 4150310939) 2013年2月

短編集
- 敵は海賊・短篇版 (ISBN 4150309639) 2009年8月
  - 敵は海賊 - 初出：SFマガジン1981年4月号 『狐と踊れ』に収録
  - 我が名はジュティ、文句あるか - 初出」SFマガジン1999年9月臨時増刊号
  - 匋冥の神 - 書き下ろし
  - 被書空間 - 初出：S-Fマガジン1984年11月号。『S-Fマガジン・セレクション1984』 (ISBN 4150302030)、『戦闘妖精・雪風解析マニュアル』 (ISBN 4152084316) に収録。
本作品は『スーパーフェニックス』（『戦闘妖精・雪風』の一編）と『敵は海賊・海賊版』とで星雲賞短編部門・長編部門を同時受賞した記念に書かれた両作のコラボレーション短編であり、結末に唐突に表れる謝辞は同時受賞に対するものである。

## 関連作品
- 『敵は海賊・海賊版』- 1987年。ビクター音楽産業から発売されたパソコンゲーム。開発はホット・ビィ。
- 『敵は海賊〜猫たちの饗宴〜』 - 1989年。『敵は海賊・猫たちの饗宴』のアニメ化作品（2003年DVD化）。
- 『かくも無数の悲鳴』 - 神林長平による短編小説。広域宇宙警察が名称のみ登場する。初出は『NOVA2 書き下ろし日本SFコレクション』（2010年7月 ISBN 4309410278）で、『いま集合的無意識を、』（2012年3月 ISBN 4150310610）にも収録。
- 『神林長平トリビュート』  - 2009年11月。神林長平作品の書き下ろしアンソロジー（ISBN 4152090839）。虚淵玄による『敵は海賊』が収録されている。